# Guy Losbar
Guy Losbar, né le 3 avril 1961 en Guadeloupe, est un homme politique français, président du Conseil départemental de la Guadeloupe depuis juillet 2021 et ancien maire de Petit-Bourg de 2014 à 2021.

## Biographie
Après des études en comptabilité et finance à Toulouse, Guy Losbar est élu en 1995 adjoint au maire de Petit-Bourg, Dominique Larifla, prenant de plus en plus de responsabilités au sein du GUSR, le parti créé par Dominique Larifla. En 2004, il devient conseiller général du canton de Petit-Bourg, puis est élu en tant que suppléant de Jeanny Marc aux élections législatives de 2007.
Un an plus tard, il devient maire de Petit-Bourg, tout en alternant ses mandats au Conseil général de la Guadeloupe puis au Conseil régional. Enfin, il est élu le 2 juillet 2021 comme Président du Conseil départemental de la Guadeloupe, toujours sous les couleurs du GUSR.

## Détail des mandats et fonctions

### Mandats parlementaires
- 2007 - 2012 : suppléant de la députée de la 3e circonscription de la Guadeloupe[2]

### Mandats locaux
- 2004 - 2016 : conseiller général puis départemental du canton de Petit-Bourg
- 2014 - 2021 : maire de Petit-Bourg
- 2015 - 2021 : conseiller régional de la Guadeloupe
- 2021 - en cours : président du conseil départemental de la Guadeloupe